# Estatua de Edward Colston
La estatua de Edward Colston es una estatua de bronce del mercader Edward Colston (1636-1721) originalmente ubicada en el centro de Bristol (Inglaterra), su ciudad natal. Se trata de una obra del escultor irlandés John Cassidy de 1895, erigida en un pedestal de piedra de Pórtland, y designada desde marzo de 1977 como un monumento clasificado de Grado II.
Desde la década de 1990 la obra empezó a convertirse en sujeto de controversia, cuando la reputación previa de Colston como filántropo fue puesta en un duda, debido a su participación en el comercio trasatlántico de esclavos. En 2018, un proyecto del concejo local para añadir una segunda placa, que diera más contexto al papel de Colston en el tráfico de esclavos, dio lugar a una nueva redacción y a una placa de yeso lista para ser instalada, pero finalmente recibió un veto del alcalde de la ciudad Marvin Rees en marzo de 2019, quien prometió un parafraseo de la inscripción que nunca se materializó. El 7 de junio de 2020, la escultura fue derribada, desfigurada y luego arrojada al muelle de Bristol como parte de las protestas por la muerte de George Floyd y el movimiento Black Lives Matter. El pedestal y la estatua fueron grafiteados; mientras que la base permaneció en su lugar, la obra fue recuperada del muelle, almacenada el 11 de junio de 2020 y puesta en exhibición en un museo en junio de 2021.

## Descripción
El monumento consistía originalmente de una estatua de bronce de 2.64 m de Edward Colston ubicada sobre una pedestal de 3.20 m. La obra muestra a Colston con una peluca suelta, abrigo de terciopelo, chaleco de raso y calzones hasta las rodillas, como era típico en su época. El pedestal, de piedra caliza de Portland, se encontraba adornado con placas y la figura heráldica de un delfín en cada esquina, animal presente en el escudo de la familia Colston. De las cuatro placas —una a cada lado de la base—, tres son esculturas en altorrelieve en estilo art nouveau: dos de ellas muestran escenas de la vida de Colston y la tercera retrata un escenario fantástico marítimo con un pegaso. La placa restante, en el sur, traduce «Erigida por ciudadanos de Bristol como memorial de uno de los hijos más virtuosos y sabios de su ciudad AD 1895» y «John Cassidy fecit» (en latín, «John Cassidy hizo esto»).

## Historia

### Edward Colston
Colston fue un mercader oriundo de Bristol que hizo parte de su fortuna gracias al comercio de esclavos, en particular entre 1680 y 1692. Fue miembro activo de la Real Compañía Africana y fue diputado gobernador brevemente entre 1689 y 1690. Durante su cargo, la compañía transportó un estimado de 84 000 esclavos desde África Occidental hacia las Américas. Colston hizo uso de su riqueza para proveer apoyo financiero a asilos, hospitales, escuelas e iglesias en Inglaterra, en especial en su ciudad natal; representó al distrito electoral de Bristol como miembro del Parlamento entre 1710 y 1713; tras su muerte, dejó 71 000 £ a caridades, y 100 000 £ a miembros de su familia. En el siglo xix fue visto como un filántropo, y el hecho de que parte de su fortuna fuera lograda gracias al tráfico de esclavos fue pasado por alto hasta la década de 1990.

### La estatua
La estatua, diseño del escultor irlandés John Cassidy, fue erigida en el área ahora conocida como El Centro en 1895 para conmemorar la filantropía de Colston. James Arrowsmith, presidente de la Anchor Society, la propuso en octubre de 1893; sociedad que en marzo de 1894 lideró un comité para la recaudación de fondos. De acuerdo con Tim Cole de la Universidad de Bristol, fue propuesta como respuesta a la erección de otro monumento cercano en homenaje a Edmund Burke, quien había realizado críticas al papel de la ciudad en el comercio de esclavos.
Dos iniciativas de organizaciones benéficas relacionadas con Colston recolectaron 407 £ para el costo de la escultura; mientras que fondos posteriores, para un total de 650 £, fueron recaudados públicamente tras la inauguración, incluyendo una contribución proveniente de la Sociedad de Comerciantes Aventureros. Veintitrés modelos de escultores fueron propuestos al comité, del cual fue seleccionado el de Cassidy. El alcalde Howell Davies y el obispo Charles Ellicott se encargaron de presentar la obra el 13 de noviembre de 1895, día que ha sido considerado como el día de Colston en la ciudad.
El 4 de marzo de 1977, el monumento fue designado como clasificado. Historic England lo describió como «hermoso» y que «el contraste de estilos resultante es ejecutado con confianza», además de anotar que la estatua ofrece valor añadido a otros memoriales de la ciudad, incluyendo la estatua de Edmund Burke, el cenotafio y la fuente en conmemoración a la Exposición Industrial y de Bellas Artes de 1893.

## Controversia

### Sigloxx
La estatua se volvió controversial a finales del siglo xx a medida que las actividades de Colston como comerciante de esclavos se hicieron más conocidas. H. J. Wilkins, quien reveló sus acciones relacionadas con esclavos en 1920, comentó que «no podemos imaginarlo con justicia, excepto contra su trasfondo histórico». La participación de Colston en este tipo de comercio precedió al movimiento abolicionista en el Reino Unido, y fue durante la época en que «la esclavitud fue generalmente tolerada en Inglaterra —de hecho, en toda Europa— por eclesiásticos, intelectuales y clases educadas». De la década de 1990 en adelante, campañas y peticiones solicitaron el retiro de la escultura.
En 1992, la estatua fue representada en la instalación de Carole Drake Commemoration Day, como parte de la exhibición Trophies of Empire en el Arnolfini, una galería en un antiguo depósito de té en la ciudad. La instalación de Drake combinó una réplica de la imagen de Colston balanceándose sobre crisantemos podridos, su flor favorita, frente a la proyección de una fotografía de las niñas de la Escuela Colston cubriendo su estatua de flores en 1973 y cantando el himno escolar. En el catálogo de 1994 de Trophies of Empire, Drake manifestó que la obra se refiere a «los puntos ciegos en la cultura occidental, una amnesia colectiva que niega las fuentes de la riqueza que construyó esos "trofeos de imperio", y la forma como la cultura blanca dominante y sus gentes se benefician de la explotación de otras culturas y personas tanto en el exterior como en casa».
En enero de 1998, fue escrito en mayúscula sostenida «SLAVE TRADER» (en español, Comerciante de esclavos) con pintura en la base del monumento. El concejal Ray Sefia declaró: «si nosotros en esta ciudad queremos glorificar el comercio de esclavos, entonces la estatua debería permanecer. Sino, la estatua debería ser marcada con una placa que indique que era comerciante de esclavos, o retirada».

### Sigloxxi
El alcalde George Ferguson afirmó en Twitter en 2013 que «Las celebraciones a Colston son perversas, ¡no es algo en lo que yo participe!»; mientras que en una encuesta de 2014 de un periódico local, el Bristol Post, 56 % de los 1100 encuestados opinaron que la estatua debería quedarse, mientras que el 44 % querían que fuera retirada; Otros pidieron que se incluyera una placa honrando a las víctimas de la esclavitud; misma que fue instalada en el pedestal en agosto de 2017, sin autorización de las autoridades locales, obra del escultor Will Coles, y que declaraba que Bristol había sido la «capital del comercio atlántico de esclavos 1730-1745», a la par que conmemoraba «los 12 000 000 esclavos de los cuales 6 000 000 murieron como prisioneros». Coles afirmó que su intención era la de «intentar que la gente piense», y la placa fue retirada por orden del concejo en octubre de ese mismo año. Posteriormente en 2018, la política laborista Thangam Debbonaire solicitó al concejo de la ciudad la deposición de la estatua.
Una instalación artística no oficial apareció frente al monumento el 18 de octubre de 2018, día contra la esclavitud en el Reino Unido. Mostraba un centenar de figuras tendidas sobre la espalda en forma de barco negrero como si fueran cargamento, rodeados de una barrera enumerando trabajos de «esclavos modernos» como «recolector de frutas» y «trabajador de spa de uñas»; la instalación permaneció allí durante algunos meses. Las etiquetas alrededor de la proa rezaban «Aquí y ahora». Otra intervención artística mostraba una bola atada con una cadena a la estatua.

#### Proyecto para añadir una segunda placa
En julio de 2018, el concejo de la ciudad, que era responsable de la estatua, planeó añadir una segunda placa que «añadiría al público conocimiento sobre Colston» incluyendo su filantropía y su papel en el comercio de esclavos, a pesar de que la redacción originalmente sugerida recibió fuertes críticas y debió ser parafraseada. El escrito original de la segunda placa mencionaba el papel de Colston en el comercio de esclavos, su breve paso como parlamentario Tory por Bristol y criticaba su filantropía como selectivamente religiosa:

Como un alto miembro de la Real Compañía Africana desde 1680 hasta 1692, Edward Colston desempeñó un papel activo en la esclavitud de más de 84 000 africanos (incluyendo 12 000 niños) de los cuales al menos 19 000 murieron en ruta al Caribe y América. Colston también invirtió en el comercio de esclavos español, y en el azúcar producido usando mano de obra esclava. Como parlamentario Tory por Bristol (1710-1713), defendió el "derecho" de la ciudad a comerciar con esclavos africanos. A los bristolenses que no se abonaban a sus creencias religiosas y políticas, no les fue permitido beneficiarse de sus caridades.

La opinión pública comentó que las oraciones utilizadas iban en contravía de la escritura original que se había sugerido para la placa, refiriéndose incluso como una «crítica vitriólica» a Colston. Un concejal conservador de la ciudad sugirió que la redacción era «revisionista» e «históricamente analfabeta». Una segunda versión, escrita con el apoyo de Madge Dresser (profesora de historia en la Universidad de Bristol) fue llevada a discusión en el concejo en agosto de 2018: daba una breve descripción de la filantropía de Colston, su rol en el comercio de esclavos, y su paso por el parlamento, mientras que anotaba que desde entonces ha sido considerado controvertido. Esta elección de palabras contó con la edición de un curador del museo de Bristol, lo que dio origen a una tercera propuesta que contó con apoyo del público. No obstante, recibió críticas de Dresser, quien la consideró como una versión «saneada» de la historia, alegando que minimizaba el papel de Colston, omitía el número de niños esclavos y se centraba en los africanos occidentales como los esclavistas originales. Aun así, la redacción fue aceptada y la placa fue incluida así:

Edward Colston (1636-1721), parlamentario por Bristol (1710-1713), fue uno de los más grandes benefactores de esta ciudad. Apoyó y dotó escuelas, asilos, hospitales e iglesias en Bristol, Londres y otros lugares. Muchas de sus fundaciones caritativas continúan. Esta estatua fue erigida en 1895 para conmemorar su filantropía. Una proporción significativa de la riqueza de Colston se originó por sus inversiones en el comercio de esclavos, azúcar y otros bienes producidos por esclavos. Como oficial de la Real Compañía Africana de 1680 a 1692, también tomó papel en el transporte de aproximadamente 84 000 hombres, mujeres y jóvenes niños africanos esclavizados, de los cuales 19 000 murieron en viajes desde África Occidental al Caribe y las Américas.

Sin embargo, después de la elaboración de la placa, el alcalde Marvin Rees vetó su instalación en marzo de 2019 y criticó a la Sociedad de Comerciantes Aventureros por el parafraseo. Una declaración de la oficina del alcalde lo llamó «inaceptable», afirmó que Rees no había sido consultado, y prometió continuar el trabajo en pos de una segunda placa. Tras el retiro de la estatua en junio de 2020, la Sociedad de Comerciantes Aventureros afirmó que era «inapropiado» para la sociedad haberse involucrado en el cambio de palabras de la inscripción en 2018.

## Retiro de la estatua
El 7 de junio de 2020, en el marco de las protestas que siguieron a la muerte de George Floyd en los Estados Unidos, la estatua fue arrojada al piso por manifestantes que luego saltaron sobre ella. La embadurnaron con pintura roja y azul, y uno de los participantes de las manifestaciones ubicó su rodilla en el cuello de Colston para aludir a la muerte de Floyd bajo el peso de un oficial de policía, que lo asfixió de la misma manera durante más de nueve minutos. La escultura fue entonces bajada por la vía Anchor Road y empujada al muelle, justo después de que 38 Degrees, organización de campañas en línea con más de dos millones de involucrados, reclamara al concejo la retirada del monumento tras haber recibido más de 11 000 firmas.
El superintendente de la policía Andy Bennett de la Policía de Avon y Somerset afirmó que habían hecho una «decisión táctica» de no intervenir y habían permitido que la estatua fuera arrojada, toda vez que haber detenido el acto habría llevado a mayor violencia y disturbios. También señalaron el suceso como uno de daños criminales y confirmaron que habría una investigación para identificar a los involucrados, añadiendo que se encontraban cotejando las grabaciones del incidente.

### Reacciones
El 7 de junio de 2020, la Ministra del Interior Priti Patel, señaló el derrocamiento de la imagen de Colston como «completamente vergonzoso», «altamente inaceptable» y «puro vandalismo». Añadió que «habla de los actos de desorden público que se han convertido en una distracción de la causa por la que la gente protesta». Entretanto, el alcalde de Bristol, Marvin Rees, afirmó que esos comentarios mostraban una «absoluta falta de comprensión».
El 8 de junio, Rees dijo que la obra era una ofensa, y que no sentía «sentimiento de pérdida [en su eliminación]», pero que sería recuperada y que era «altamente probable que la estatua de Colston terminará en uno de nuestros museos». El historiador y presentador de televisión David Olusoga comentó que la escultura debió haber sido derribada antes, diciendo que «las estatuas son para decir "este fue un gran hombre que hizo grandes cosas" Eso no es verdad, él [Colston] era un comerciante de esclavos y un asesino». De otro lado, el superintendente Bennet también manifestó que entendía que Colston era «una figura histórica que ha causado bastante angustia a la comunidad negra en los últimos años», añadiendo: «Si bien estoy decepcionado de que la gente dañe una de nuestras estatuas, entiendo porqué sucedió, es muy simbólico».
Rees hizo una declaración que sugería que «es importante escuchar a aquellos que encontraban la estatua una representación de una afrenta a la humanidad y hacer el legado de hoy sobre el futuro de nuestra ciudad, combatiendo el racismo y la desigualdad. Hago un llamado a todos para desafiar el racismo y la desigualdad en cada rincón de nuestra ciudad y dondequiera que lo veamos». En una entrevista con Krishnan Guru-Murthy, afirmó: «tenemos una estatua de alguien que hizo su dinero al arrojar gente al agua... y ahora está en el fondo del agua». En una entrevista aparte, Rees comentó que Colston probablemente sería recuperado del muelle «en algún momento» y podría terminar en un museo de la ciudad.
Un portavoz del primer ministro Boris Johnson, dijo que «definitivamente entiende la fuerza del sentimiento» pero insistía en que se debió haber seguido un proceso democrático y que la policía debería responsabilizar a los involucrados en el acto delictivo. Por su lado, el líder laborista Keir Starmer dijo que, si bien la forma cómo la escultura había sido derribada era «completamente errónea», debió haber sido derrocada «mucho, mucho tiempo atrás», agregando que «no puedes, en la Gran Bretaña del siglo xxi, tener a un esclavista en una estatua. Esa estatua debió haber sido retirada apropiadamente, con consentimiento, y puesta en un museo». La Sociedad de Mercantes Aventureros, en una declaración del 12 de junio de 2020, dijo que «el hecho que [la estatua] se haya ido es correcto para Bristol. Para construir una ciudad donde el racismo y la desigualdad no existan más, debemos empezar por reconocer el oscuro pasado de Bristol y retirar estatuas, retratos y nombres que conmemoran a un hombre que se benefició del comercio de vidas humanas».

### Recuperación y almacenamiento
A las 5:00 a. m. del 11 de junio de 2020, el bronce fue recuperado del muelle gracias al concejo de la ciudad, encontrado con lodo y sedimentos del fondo del muelle. De acuerdo al concejo, la estatua se encontraba estructuralmente estable aunque había perdido uno de sus faldones y el bastón, además de presentar daños en su lado izquierdo y sus pies. Afirmaron haberla limpiado para evitar la corrosión y que planeaban exhibirla en un museo sin eliminar los grafiti y cuerdas que habían añadido los manifestantes. Mientras limpiaba el lodo de la estatua, el museo M Shed descubrió un ejemplar de 1895 de la revista Tit-Bits con una fecha escrita a mano, 26 de octubre de 1895, y los nombres de aquellos que originalmente la habían encajado.

### Investigación policial, cargos criminales y juicio
El día después del retiro de la escultura, la policía anunció que habían identificado a diecisiete personas relacionadas con el incidente, pero que aún no habían llevado a cabo arresto alguno. El 22 de junio, la policía reveló imágenes de involucrados con el suceso, y solicitó al público ayuda para identificar a los individuos, mientras que el 1 de julio arrestaron a un hombre de 24 años sospechoso de cometer daños criminales a la estatua y lo declararon en libertad provisional bajo investigación policial. En septiembre de 2020, la Policía de Avon y Somerset dio a conocer que los archivos de cuatro sospechosos habían sido enviados al Servicio de Fiscalía de la Corona para decidir si deberían levantarse cargos criminales. A otras cinco personas se les ofreció justicia restaurativa, como multas y servicios comunitarios. Para el 1 de octubre de 2020, seis señalados habían aceptado advertencias policiales relacionadas con los eventos del 7 de junio anterior.
El 9 de diciembre de 2020, otras cuatro personas a menudo referidas como los «Colston 4», recibieron cargos criminales por haber causado daños en relación con el retiro de la estatua. Se presentaron en la corte de los magistrados de la ciudad el 2 de marzo de 2021 y se declararon no culpables. Su juicio inició en la Corte de la Corona de Bristol el 13 de diciembre de 2021, antes de lo cual el artista urbano Banksy había producido una camiseta para venderla en apoyo a los acusados. Entre otros, el sitio web del Bristol Post se dedicó a actualizar con frecuencia los reportes del caso mientras continuaba. Finalmente, el 5 de enero de 2022, el jurado encontró «no culpables» a los cuatro acusados de daños criminales por una mayoría de 11 a 1 tras tres horas de deliberación. Dado que estos no proveyeron razones fundamentales o documentos para su veredicto, no es claro cuáles argumentos de la defensa les persuadieron.

## Eventos posteriores
Tras lo ocurrido con la estatua de Colston, la autoridad local de Tower Hamlets retiró  el 9 de junio de 2020 un monumento a Robert Milligan, el esclavista responsable de la construcción de los West India Docks al oriente de Londres. Ese mismo día, el alcalde de Londres Sadiq Khan solicitó que se eliminaran o renombraran las estatuas y nombres de calles relacionadas con la esclavitud, y creó una comisión para la diversidad encargada de revisar los hitos londinenses.
En el área de Bristol, continuaron el apoyo y la oposición a lo ocurrido con la estatua. En lo que un concejal local consideró como una represalia, fue vandalizada la lápida del esclavo Scipio Africanus en el cementerio de la iglesia de Santa María en Henbury el 17 de junio. El atacante partió en dos una de las piedras y garabateó la advertencia «pongan de vuelta la estatua de Colston o las cosas realmente se calentarán». Tras el retiro de la imagen de Colston se inició una petición para erigir en su lugar una estatua de Paul Stephenson, un antiguo joven trabajador que tomó parte en el boicot de autobuses de Bristol de 1963 inspirado en el boicot de Montgomery y que dio fin a la restricción de personas de color en las compañías de autobuses de la ciudad.
Si bien el pedestal ha permanecido vacío, varias estatuas no oficiales han sido instaladas allí: el 11 de julio de 2020, apareció un maniquí vestido como el fallecido depredador sexual y presentador de televisión Jimmy Savile, que sostenía un cartel que rezaba «Ninguno de ustedes me detuvo, y tu canon televisivo pagó por ello». El maniquí permaneció en el lugar por una hora. En la mañana del 15 de julio de 2020, una estatua de Marc Quinn fue instalada en el pedestal sin autorización oficial. La escultura, que mostraba a la manifestante del movimiento Black Lives Matter, Jen Reid, con su puño en alto, fue descrita por Quinn como una «nueva instalación pública temporal». El concejo la retiró en la mañana del 16 de julio y fue regresada a Quinn, quien solicitó que fuera dejada allí por dos años en el verano de 2020; solicitud que fue rechazada y apelada en marzo de 2021, y finalmente refutada en noviembre de 2021. El 2 de diciembre de 2020, una figurilla de Darth Vader apareció sobre el pedestal, en lo que es visto como un tributo al actor David Prowse, quien había nacido en Bristol y había fallecido unos días antes.

## Reinterpretación y posible reemplazo
En septiembre de 2020, el alcalde Rees estableció la comisión de historia We Are Bristol (en español, «Somos Bristol»), descrita como «un grupo independiente que: ayudará a Bristol a entender mejor su historia y como se convirtió en la ciudad que hoy es; trabajará con los ciudadanos y grupos de la comunidad para garantizar que todos en la ciudad puedan compartir sus percepciones sobre la historia de Bristol; construirán una historia mejorada, compartida y comprensiva de Bristol para las generaciones futuras». Un portavoz del concejo afirmó que esta incluiría los problemas alrededor de la estatua de Colston como punto de partida, y también abordaría asuntos históricos más grandes en la ciudad. La comisión cuenta con la jefatura del doctor Tim Cole de la Universidad de Bristol e incluye a otros miembros como Madge Dresser y David Olusoga, por lo cual ha habido críticas alrededor de que estuviese dominada por académicos a expensas de miembros de la comunidad local.
La imagen de Colston fue exhibida del 4 de junio al 5 de septiembre de 2021 en el museo M Shed de la ciudad, mostrada horizontalmente sobre un soporte de madera, y todavía grafiteada. John Finch, jefe de cultura e industrias creativas de la localidad, afirmó que la posición horizontal se debía a que los daños la habían hecho «inestable» y de otra manera necesitaría un apoyo costoso, y para permitir a los visitantes ver de cerca la obra, los grafiti y los daños. Junto a la estatua se ubicaron algunos de los carteles de las manifestaciones secados al aire para preservarlos. El sitio web del museo afirmó que «esta exposición temporal es el comienzo de una conversación, no una exhibición completa», e invitó a los miembros del público a expresar sus opiniones sobre el futuro de la imagen en su pedestal.
Cuando la exhibición fue abierta al público, el historiador anglo-nigeriano David Olusoga, afirmó que con los acontecimientos recientes la escultura había pasado de ser «una pieza mediocre de arte público de finales de la era victoriana al artefacto más importante que puedes seleccionar en Gran Bretaña si desearas contar la historia de la relación tortuosa de los británicos y su rol el comercio de esclavos en el Atlántico». Tras su inclusión en le exhibición y con intención de sabotearla, personas afines a recuperar la posición de la estatua reservaron entradas de la exposición sin la intención de asistir. Como respuesta, el museo cambió su sistema de reservas en línea: «siempre estamos más que felices de acomodar caminatas si no hemos alcanzado nuestra capacidad segura de covid». Tras el cierre de la muestra, We Are Bristol tomó en cuenta las respuestas con un reporte que se esperaba para principios de 2022, tras lo cual se decidiría el futuro de la estatua.
El 4 de agosto de 2021 el inspector de planificación J. P. Sargent rechazó una apelación contra la negativa del concejo para garantizar un permiso temporal para reinstalar por un periodo de dos años la estatua de Jen Reid que había creado Marc Quinn. Afirmó que, dado que no se había dado el consentimiento para retirar la estatua de Colston, permanecía, en la ley, como parte de todo el monumento y podría ser regresada al pedestal. Justificó que el «interés arquitectónico e histórico» del conjunto artístico, lo que había desembocado en su clasificación, fue en parte resultado del diseño de la estatua y que «remplazarlo con una estatua de alguien más socavaría apreciablemente la integridad histórica del monumento».